# 垂茉莉
垂茉莉是唇形科大青属的植物，原产中国南部、中南半岛和南亚。